# Paris Saint-Germain eSports
El Paris Saint-Germain eSports, conocido popularmente como el PSG eSports, es un equipo de deportes electrónicos profesional.

## Historia
El PSG eSports fue fundado por el Paris Saint-Germain el 20 de octubre de 2016; en asociación con Webedia, una agencia mediática para los negocios relacionados con los eSports. El club presentó a Bora "YellOwStaR" Kim como director de la sección de deportes electrónicos en una rueda de prensa. El PSG eSports tiene equipos para los videojuegos de League of Legends y FIFA. Dispone de una gaming house dedicada exclusivamente al equipo de League of Legends en Berlín, donde se desarrolla la LCS. Los campeones del mundo de FIFA, August “Agge” Rosenmeier, y Lucas “DaXe” Cuillerier, son los dos primeros jugadores en la historia del club.

## Plantilla

### League of Legends
| Nacionalidad  | Alias       | Nombre                 | Función  |
| ------------- | ----------- | ---------------------- | -------- |
| Francia       | Steve       | Etienne Michels        | Top      |
| Países Bajos  | Kirei       | Thomas Yuen            | Jungle   |
| Corea del Sur | Blanc       | Jin Seong-min (진성민) | Mid      |
| Corea del Sur | Pilot       | Na Woo-hyung (나우형)  | AD Carry |
| Suecia        | sprattel    | Hampus Abrahamsson     | Support  |
| Finlandia     | WhiteKnight | Matti Sormunen         | Sub Top  |
| Francia       | Fraid       | Frédéric Simonet       | Sub Top  |
| Polonia       | Czaru       | Krystian Przybylski    | Sub Mid  |

### FIFA
| Nacionalidad | Alias | Nombre            | Función |
| ------------ | ----- | ----------------- | ------- |
| Dinamarca    | Agge  | August Rosenmeier | Jugador |
| Francia      | DaXe  | Lucas Cuillerier  | Jugador |

## Dirección
| Nacionalidad | ID         | Nombre            | Función                      |
| ------------ | ---------- | ----------------- | ---------------------------- |
| Francia      | YellOwStaR | Bora Kim          | Director eSports             |
| Francia      | Duke       | Hadrien Forestier | Entrenador League of Legends |
| Dinamarca    | Adellovich | Adel Daher        | Entrenador FIFA              |
| Francia      | zaL        | Alan Brin         | Entrenador FIFA              |